# Glam rock
El glam rock es un subgénero del rock nacido a principios de la década de 1970. Glam es un apócope de la palabra glamour, por lo que el glam rock, que se puede traducir como «rock glamouroso», es un estilo que exhibe la cualidad de lo sensual, pero ante todo destaca esa sensualidad a través de su presentación estética en escenario, es decir, su puesta en escena o su iconografía.
Los artistas (bandas o solistas) de "glam rock" tienen en el repertorio de sus canciones, tanto classic rock, metal rock, heavy metal o power ballad, de ahí se evidencia que se refiere a rock representado con estética glamurosa, es decir, con encanto sensual, antes que a características musicales que se refieran a un solo subgénero.
Nació tras una época en la que el rock psicodélico y el rock progresivo exacerbaban (exageraban y hasta abusaban) el virtuosismo y los largos desarrollos en las canciones, en perjuicio de la frescura que se podía encontrar en el viejo rock'n'roll. Por ello, muchos artistas, como Marc Bolan, de T.Rex, y David Bowie, comenzaron a recuperar esa sencillez perdida, es decir, a la estructura y concepción del rock clásico, al metal.
Algunos de sus pioneros y máximos exponentes son David Bowie, Elton John, T. Rex, Gary Glitter, Roxy Music, Brian Eno, Sweet, Slade, Queen, Sparks, Kiss, New York Dolls, Lou Reed, Alice Cooper, Hanoi Rocks, y algunas de las canciones más famosas son «Starman», «Ziggy Stardust» (ambas de David Bowie), «Get It On», «20th Century Boy» (ambas de T. Rex), «Rock & Roll part one», «Rock & Roll part two» (ambas de Gary Glitter), «Cum On Feel the Noize» de Slade (popularizada más tarde por Quiet Riot), «Fox On The Run», «The Ballroom Blitz» (ambas de Sweet), «This Town Ain't Big Enough For Both Of Us» de Sparks y «Killer Queen» de Queen.

## Estéticaglam
Si por algo se caracterizaba este estilo, era por otorgar tanta importancia a la música como a la imagen. Puede decirse que la estética era también parte esencial del mensaje musical, o incluso que fue una estética convertida en género dentro de distintos subestilos del rock. Frente a la imagen del macho-rock dominante en aquellos años, los artistas del glam se rebelaron haciendo uso masculino de elementos tradicionalmente considerados femeninos, y adoptando una actitud descarada, provocadora y desafiante.
Artistas como David Bowie, Kiss y otros exponentes del glam rock introdujeron constantes cambios estéticos —en el peinado, maquillaje e indumentaria— que no siempre correspondían con una evolución musical concreta. Esto refuerza la discusión sobre si el glam debe considerarse una estética más que un género musical en sí mismo. Un ejemplo claro es el caso de Kiss, quienes adoptaron y abandonaron sus característicos maquillajes en distintas etapas sin alterar el estilo de su música. Lo mismo puede decirse de Dee Snider (vocalista de Twisted Sister), cuya apariencia también varió sin afectar la propuesta sonora.
El pionero del glam rock fue Marc Bolan, quien introdujo elementos visuales como los estampados de leopardo, las chisteras, las botas con plumas y la purpurina. A medida que el género se consolidó, se popularizaron los trajes futuristas brillantes, las botas con plataforma, los peinados exuberantes —estilizados en salones de belleza, similares a los que llevaban muchas mujeres en la época— como los de Bon Jovi, Europe, Mötley Crüe o Poison, y los maquillajes llamativos de bandas como Kiss.
David Bowie también aportó una estética singular, inspirándose en las travestis neoyorquinas del entorno de Andy Warhol, por cuya expresión visual sentía afinidad. A su vez, la banda New York Dolls fue clave en la formación del estilo visual glam con sus trajes de vinilo, peinados cardados, maquillaje y aspecto andrógino, lo cual incluso prefiguró la estética del emergente punk rock.
Así se consolidó una imagen glamorosa y extravagante, difícilmente concebible fuera de una década tan inclinada al exceso visual como los años 70.
La teatralidad fue el toque final del glam, inspirada directamente en las performances del artista Lindsay Kemp y en las vanguardias teatrales de la época.

## Subgéneros

### Glitter rock

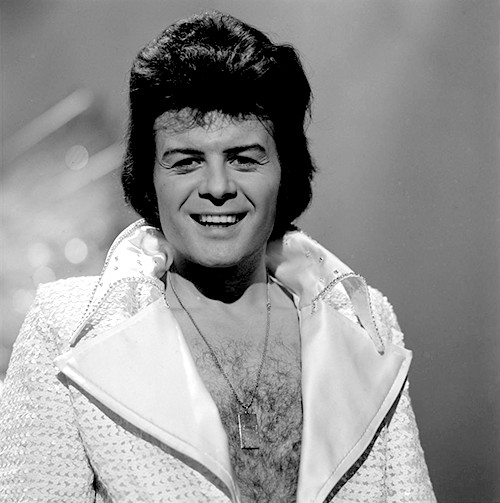
Gary Glitter en 1974.

El término se acuñó en honor a Gary Glitter, tras el enorme éxito que obtuvo en 1971 su canción «Rock & Roll». Hace referencia a la facción del glam más festiva y comercial.
El estilo fue consolidado por Marc Bolan, líder de T. Rex, considerado el primer artista glam y quien mejor supo reunir en su música elementos representativos del género. Bolan sentó las bases del glam rock canónico con su boogie rock pegadizo, influido por melodías bailables y potentes riffs de guitarra, a los que sumó letras hedonistas y superficiales, y una forma de cantar deliberadamente sensual.
Bajo la influencia del sonido creado por T. Rex, surgieron numerosos grupos y artistas como Slade, Gary Glitter, Sweet, Mott the Hoople, Cockney Rebel o Suzi Quatro, quienes, pese al éxito de sus sencillos en las listas británicas, no sobrevivieron al declive del movimiento. Buena parte del éxito de muchos de estos artistas se debió a las composiciones y producciones de Nicky Chinn y Mike Chapman, considerados los auténticos reyes Midas del glam rock.

### Genios delglam

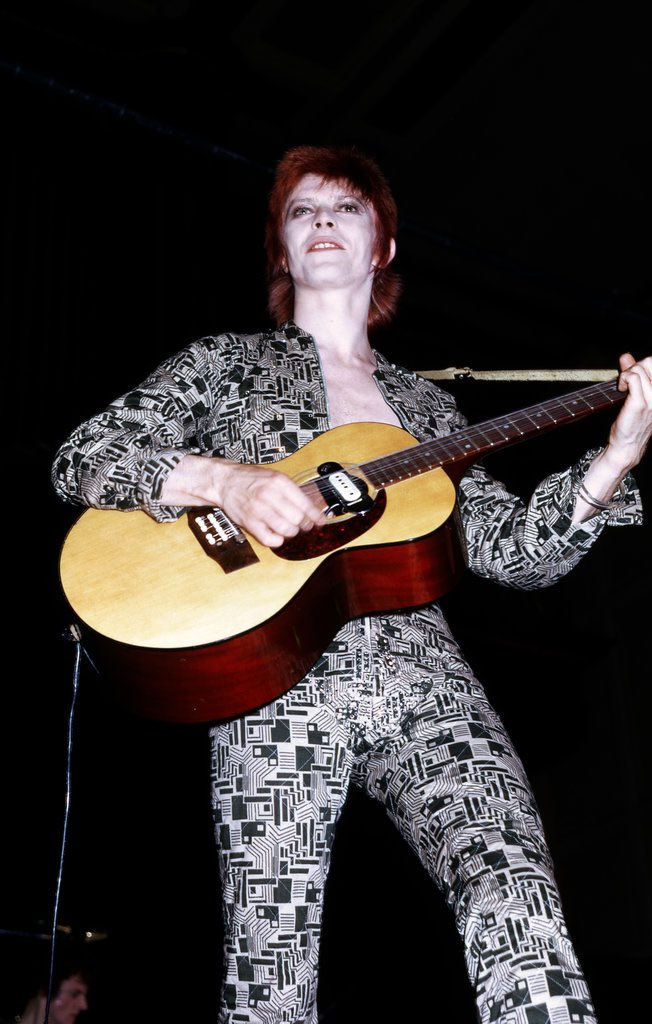
David Bowie durante su gira Ziggy Stardust and the Spiders.

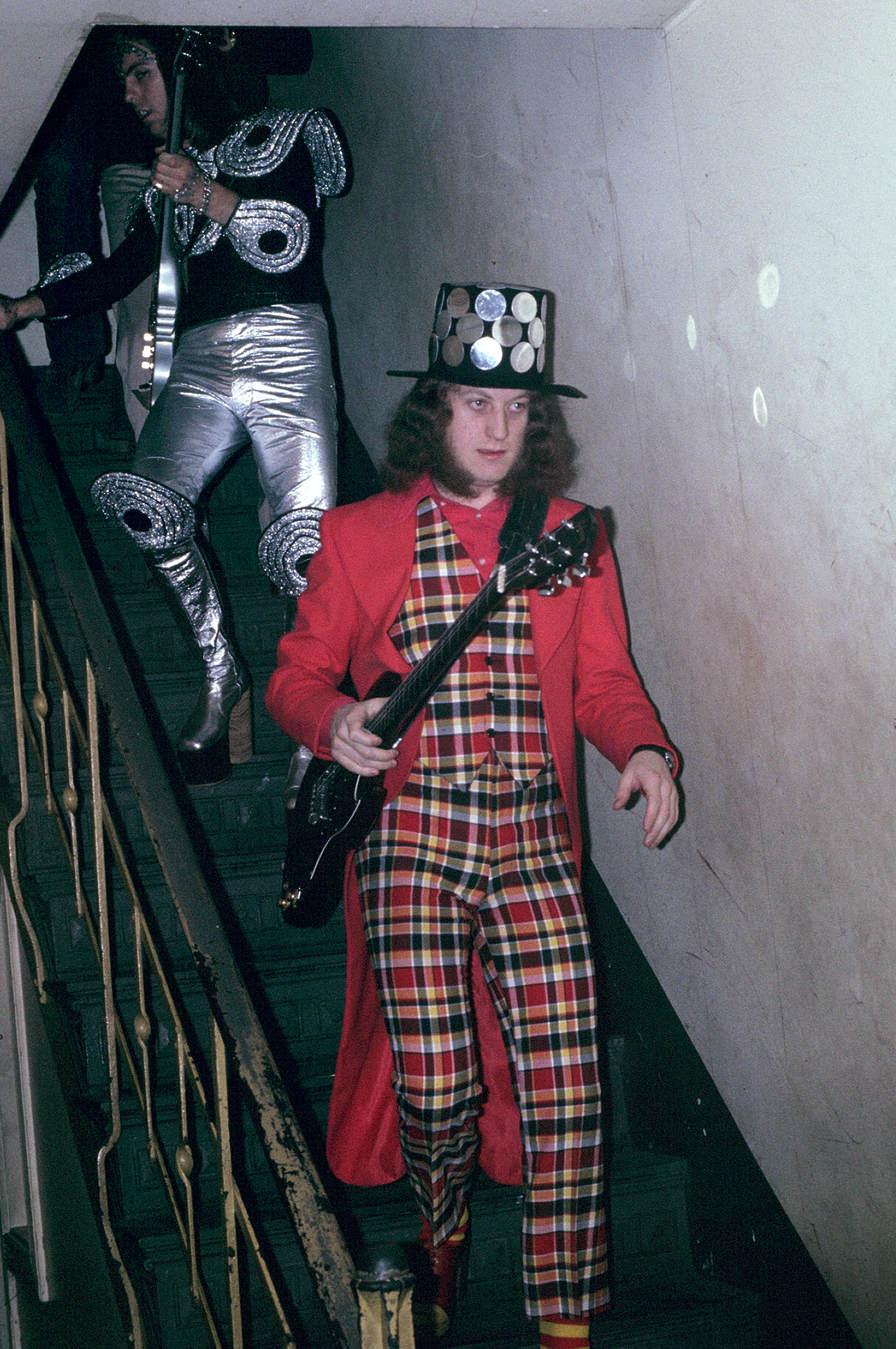
Los miembros de Slade en 1973.

Paralelamente, varios artistas cuyo talento trascendía cualquier clasificación estilística adoptaron la filosofía y el sonido glam, dotándolos de mayor sofisticación y profundidad musical y lírica.
David Bowie se convirtió en la figura más emblemática del movimiento al transformarse en Ziggy Stardust, personaje que protagoniza el álbum The Rise and Fall of Ziggy Stardust and the Spiders from Mars. Este disco inyectó dramatismo al glam y es considerado uno de los más influyentes en la historia del rock. También produjo algunos de los discos más importantes del género. Destacó además Mick Ronson, guitarrista de su banda "The Spiders from Mars", por su estilo hipnótico y esencial en la definición del sonido glam.
Otra banda clave fue Queen. Sus primeros álbumes, en especial Queen, Queen II y Sheer Heart Attack, fusionaron la estética glam con elementos de rock duro y heavy metal. Esta mezcla alcanzó su punto culminante en A Night at the Opera (1975), elogiado por la crítica. Más tarde, la banda diversificó su estilo, aunque conservó parte de sus raíces.
Los Sparks, liderados por los hermanos Ron y Russell Mael, también fueron referentes. Su álbum Kimono My House los consolidó como íconos del género, gracias a su fusión de glam rock, ópera y rock duro. Canciones como «This Town Ain’t Big Enough for Both of Us» evidencian su estilo original, que continuaron en Propaganda e Indiscreet, con letras ingeniosas y melodías elaboradas.
Roxy Music, con Bryan Ferry y Brian Eno, combinaba art rock, baladas vanguardistas y experimentación electrónica. Eno dejó la banda tras For Your Pleasure y en su debut solista, Here Come the Warm Jets, mantuvo una estética glam que luego abandonó al centrarse en la música electrónica.
Incluso Lou Reed adoptó el estilo tras la disolución de The Velvet Underground, grupo precursor del glam y el punk. En esa etapa publicó Transformer, producido por Bowie, y más tarde Berlin, un álbum conceptual de tono oscuro y teatral que retoma la narrativa dramática del glam.

### Rock teatral
Nacido también en Estados Unidos, este subgénero mezcla glam con rock duro. Fue desarrollado por Alice Cooper (influido por Arthur Brown) y adoptado posteriormente por Kiss, que vendió millones de discos a fines de los años 70. Del glam tomaron su teatralidad, llevándola a un nivel espectacular con elementos de terror lúdico y provocación escénica. Otras bandas como W.A.S.P., Twisted Sister, Ozzy Osbourne, Wendy O. Williams, Marilyn Manson y Lordi también utilizaron este enfoque visual y musical.

### Óperasglam
Era inevitable que surgieran algunas óperas rock influenciadas por el espíritu glam, ya que ambos estilos coincidieron en su apogeo y compartían rasgos compatibles. Se consideran “óperas glam” a dos películas: la divertida The Rocky Horror Picture Show (Jim Sharman, 1975), sobre un extraterrestre travestido sediento de sexo; y la más oscura y satírica El fantasma del paraíso (Brian De Palma, 1974), inspirada en El fantasma de la ópera, que narra la confrontación entre un músico de rock y un productor musical malvado.

### Otros
El grupo Queen también combinó el estilo glam con rock progresivo y rock duro de tintes épicos. Un ejemplo de esta etapa es la canción «Liar» de su álbum debut. Este estilo marcó la identidad de la banda durante sus primeros cinco discos, antes de su transición hacia géneros más accesibles como el pop rock, arena rock y funk rock, que les otorgaron fama mundial.
La banda Sparks fue determinante en la evolución del sonido de Queen. Sus primeros cinco discos son esenciales para comprender el desarrollo del glam en los años 70. Su estilo escapa de clasificaciones estrictas, pero sus operetas de glam rock presentes en Kimono My House y Propaganda los consolidan como figuras imprescindibles del género.
El glam también se manifiesta en la estética extravagante y excéntrica de Elton John.
Años más tarde, surgieron otros grupos de corta duración como Cinema Bizarre, Tiger Lily y Slik, cuyos integrantes formarían posteriormente la banda Ultravox.

## Influencia posterior

### En los años 1980
Cuando estos mismos chicos se lanzaron a crear nuevos estilos, el pop y el rock de los '80 se llenaron de herencia glam. No es difícil encontrar sus huellas musicales y estéticas en artistas New Wave como Adam & The Ants o Billy Idol. En el post-punk de The Cure, Bauhaus, o Siouxsie And The Banshees. En el synth pop de Gary Numan, Soft Cell, A Flock Of Seagulls, The Human League, Modern Talking, Falco, entre otros, todos en los años 1980. O en los grupos calificados new romantics como Japan, ABC.
En esas fechas en España, el legado del glam es evidente en casi todos los artistas que formaron parte de lo que se llamó Movida madrileña. Burning, Alaska y los Pegamoides, los primeros Radio Futura, Zombies, las primeras películas de Pedro Almodóvar, las performances de Fabio McNamara, los cuadros de los Costus, la llamativa imagen de Tino Casal tienen innumerables referencias al glam rock.
También en los '80 surgió un subgénero enmarcado en el rock duro y el heavy metal que se denominó hair metal y cuya estética debe mucho a la imagen de los New York Dolls y a la espectacularidad del shock rock. Los grupos más importantes fueron: Bon Jovi, Kiss, Vinnie Vincent Invasion, Stryper, Guns N' Roses, W.A.S.P., Quiet Riot, Twisted Sister, Mötley Crüe, Ratt, Skid Row, Poison, Europe, Cinderella, Whitesnake, White Lion y Van Halen.

### A partir de los años 1990
El glam rock está en el subconsciente de todos las bandas británicas de rock alternativo, pero no es común que surjan artistas que lo reivindiquen explícitamente. A pesar de esto, durante los '90 apareció un grupo de evidente ascendencia glam, Suede, que reunían en su sonido lo mejor del Ziggy Stardust de David Bowie. Esta referencia también es válida para el grupo Placebo, actualmente en activo. Los dos grupos adoptan el dramatismo y la ambigüedad sexual de los artistas glam, pero con una imagen mucho más sobria y menos exagerada, más acorde con la estética Indie.
Desde 1989 la artista Alaska y su compañero Nacho Canut forman el grupo español de música electrónica Fangoria que adopta influencias de artistas del glam desde sus comienzos en la música.
Por otra parte, la herencia del rock teatral ha sido llevada al límite por grupos de rock industrial como Marilyn Manson y otros grupos mucho menos andróginos como White Zombie o Rammstein.
En la actualidad, el grupo Scissor Sisters hacen una combinación de glam rock, electro pop y música disco.
Actualmente, uno de los cantantes de glam rock más influyentes es Adam Lambert. La portada de su álbum debut For Your Entertainment desató polémica, ya que era bastante andrógina y un homenaje al pasado. Lambert ha aceptado ser un gran admirador de David Bowie. Realizó versiones de «Let's Dance», «Fame» y «Life on Mars» en el tour de American Idol 2009, y en su última gira Glam Nation, versionó la canción de T. Rex «20th Century Boy».
También uno de los grupos más influyentes en Europa es el grupo alemán Cinema Bizarre quienes actualmente están en un descanso indefinido. Dicho grupo adoptó la influencia del glam rock y visual kei, su vocalista Strify confiesa estar influenciado por la música de David Bowie.
En Sudamérica el glam rock llegó inspirado por bandas como Guns N' Roses, Bon Jovi, Mötley Crüe y Warrant, entre otras, y como precursor del género con algunas variaciones hacia el metal se destaca la banda chilena Fahrenheit.

### Cine inspirado en elglam
Además de las dos películas reseñadas anteriormente, otros dos títulos más recientes se han inspirado en el glam rock:
- Velvet Goldmine: es una película de 1998 cuya historia se basa en la amistad entre dos estrellas glam que poseen muchas similitudes con David Bowie e Iggy Pop. La película se ambienta en la edad de oro del glam y su banda sonora cuenta con varios clásicos del género, así como con recreaciones de los artistas más importantes del rock alternativo de los '90, que rinden un homenaje al glam.[15]
- Hedwig and the Angry Inch: película musical del año 2001 que cuenta la historia de una mujer transexual que creció en Berlín Este admirando a David Bowie, Iggy Pop y Lou Reed, y que posteriormente emigra a Estados Unidos donde funda un grupo de glam rock.[16][17][18]
- Kieran Turner's Jobriath A.D. (2012).[19]